# Далекоизточен федерален университет
Далекоизточният федерален университет (на руски: Дальневосточный федеральный университет), съкр. ДИФУ (ДВФУ), е висше училище в гр. Владивосток, Приморски край, Русия.
В него се обучават повече от 24 хиляди студенти заедно с още около 500 аспиранти. Общото количество на студентите, аспирантите, докторантите и учещите в други форми на обучение е над 41 хиляди. В университета работят 1598 преподаватели, от които доктори и кандидати на науката са 1058 души.
Делът на завършилите в общото количество ориенталисти в Далечния изток е повече от 90%, в Далекоизточното отделение на РАН – повече от 40%. ДИФУ е единственият руски университет, получил акредитация от японското правителство да провежда изпит за сертификат по японски език и разполагащ с филиал на територията на Япония. Университетът започва историята си като Източен институт през 1899 г. – пъrвото висше учебно заведение в Далечния изток.
В руската рейтингова система на университетите ДИФУ заема 25-о място през 2014.